# Mindre korsnäbb

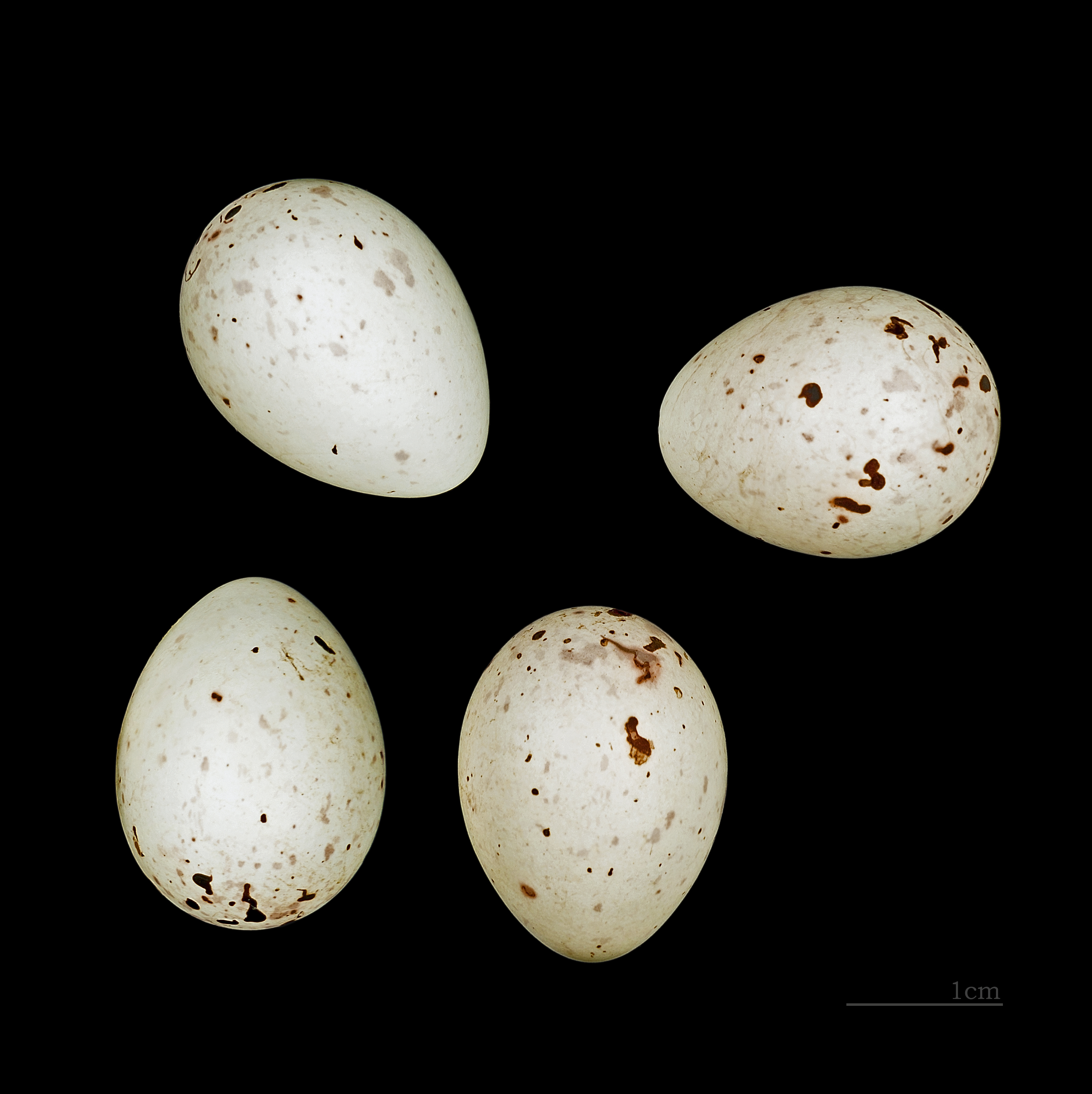
Loxia curvirostra

Mindre korsnäbb (Loxia curvirostra) är en fågel som tillhör korsnäbbsläktet i familjen finkar. Den häckar över stora delar av barrskogsbältet som sträcker sig över norra halvklotet. Den är inte en flyttfågel men genomför vandringar, speciellt vissa år då den kan förekomma långt söder om sitt utbredningsområde. Korsnäbbarna har ett proportionellt stort huvud och en säregen näbb med korsande näbbspetsar vilket är en anpassning för att kunna plocka ut frön från kottar och andra frukter, och som gett släktet dess namn. De adulta korsnäbbarna har kraftfullt färgad fjäderdräkt, där hanarna är orange- till tegelröda och honorna gulgröna, men det förekommer en stor variation vad gäller färg, näbbform och läte vilket lett till mycket diskussioner kring uppdelning i underarter eller egna arter. Vissa auktoriteter menar att även större korsnäbb bättre borde beskrivas som en underart då de morfologiska övergångarna är klinala.

## Utseende
Den mindre korsnäbben är en kraftigt byggd fink som mäter 15–17 cm och väger upp till 40 gram. Liksom de andra korsnäbbarna har den ett proportionellt stort huvud och en näbb med korsande näbbspetsar. Mindre korsnäbb är mycket lik större korsnäbb men har proportionellt mindre huvud, smalare hals och mindre näbb. Tumregeln är att mindre korsnäbbens näbb är längre än vad den är hög medan större korsnäbben har tvärt om. Den adulta honan när grågrön till gulgrön medan hanen, från två års ålder är orange till tegelröd men det förekommer individer med inslag av grönt. Hjässan, bröstet och övergumpen är kraftigast färgade. Vingarna och stjärten är mörkbruna på ovansidan och ljusare gråbruna på undersidan. Juvenilen är gråbrun och kraftigt streckad. Hos juvenilen är näbben från början rak och näbbhalvorna börjar först efter en tid att växa över varandra.

## Utbredning
Den mindre korsnäbben häckar i barrskogar i Europa, Asien, Nordafrika, Nordamerika och Centralamerika. Den är till största delen stannfågel, men genomför vandringar, ofta söderut om näringskällan sinar. Olika auktoriteter delar upp mindre korsnäbb i olika många underarter och flera auktoriteter argumenterar för att fler taxon ska få artstatus. Följande lista följer IOC 2018 som delar upp arten i 19 underarter:
- L. c. curvirostra – häckar från norra, västra och centrala Europa till nordöstra Sibirien och norra Mongoliet.
- L. c. balearica – häckar i centrala och södra Spanien och på balearerna.
- L. c. corsicana – häckar endemiskt på Korsika
- L. c. poliogyna – häckar i södra Italien och nordvästra Afrika
- L. c. guillemardi (inkl. mariae) – häckar från östra Balkan och Turkiet till Kaukasus och södra Ukraina
- L. c. altaiensis – häckar i nordöstra Kazakstan, sydvästra Sibirien och västra Mongoliet
- L. c. tianschanica – häckar från sydöstra Kazakstan till Tadzjikistan och nordvästra Kina
- L. c. himalayensis – häckar från Himalaya till södra Kina
- L. c. meridionalis – häckar endemiskt i södra Vietnam
- L. c. japonica – häckar i sydöstra Sibirien, nordöstra Kina, Koreahalvön, Sachalin, Kurilerna och Japan
- L. c. luzoniensis – häckar endemiskt på Luzon i norra Filippinerna
- L. c. minor (inkl. pusilla[5]) – häckar i sydöstra Kanada och nordöstra USA
- L. c. percna – häckar på Newfoundland
- L. c. sitkensis – häckar från Alaskas kustområden till USA:s västkust
- L. c. bendirei (inkl. vividior[6] och reai[6]) – häckar i sydvästra Kanadas och nordvästra USA:s inland
- L. c. benti – häckar i centrala Klippiga bergen
- L. c. grinnelli – häckar från västra centrala till sydvästra USA
- L. c. stricklandi – häckar från sydvästra USA till södra Mexiko
- L. c. mesamericana – häckar från Guatemala och Belize till Nicaragua

Vissa inkluderar sitkensis i minor och benti i bendirei.
Fram tills nyligen behandlades det nyligen beskrivna taxonet sinesciuris med utbredning i två bergsområden i södra Idaho som en underart till mindre korsnäbb, men sedan 2017 behandlas den som den egna arten cassiakorsnäbb. Studier visar att fågeln dels har ett avvikande läte och dels tycks vara reproduktivt isolerad från andra populationer av mindre korsnäbb som uppträder i området. Den beskrevs först 2009, identifierades 2016 som fylogenetiskt distinkt och kategoriserades 2017 av American Ornithologists' Union som god art. Arten har troligtvis utvecklats för att det inom området, unikt för Klippiga Bergen, saknas ekorrar som den annars konkurrerar med om huvudfödan, kottar av contortatall. Därmed har en bofast art kunnat uppstå.

## Ekologi
Mindre korsnäbb är specialiserade på att äta av kottfrön och huvudfödan hos merparten är granfrön men det finns populationer som istället specialiserat sig på tallkottar eller lärk. Näbben är anpassad för att fågeln ska kunna plocka frön från kotten och olika populationers näbbar skiljer sig åt beroende på huvudföda. Även populationer som är specialiserade på exempelvis gran kan äta tall- och lärkfrön. De äter även frön av frukt, exempelvis rönnbärsfrön och insekter, som fjärilslarver.
Mindre korsnäbbar häckar oftast på vintern eller våren. Honan bygger ett bo av ris, strån, fjädrar och djurhår som oftast placeras högt uppe i en gran. Honan lägger tre till fem ägg, som är vita med bruna fläckar, och ruvar dem sedan i 14-16 dagar, medan hanen förser henne med mat. Ungfåglarna blir flygga efter ungefär två veckor och blir sedan under en kortare tid fortfarande försörjda av föräldrarna. Utanför häckningssäsongen bildar den flockar, ofta tillsammans med andra arter av korsnäbb.

## Mindre korsnäbb och människan

### Status och hot
Mindre korsnäbb utifrån IUCN:s taxonomiska definition har ett mycket stort utbredningsområde och en mycket stor global population. Uppskattningsvis finns det 5 800 000–13 000 000 häckande par bara i Europa vilket enbart utgör 5–24% av den globala populationen. Uppskattningsvis består den globala populationen av 72 500 000–780 000 000 adulta individer men dessa siffror är mycket grova. Utvecklingstrenden för arten bedöms som stabil och IUCN bedömer inte arten som hotad utan kategoriserar den som livskraftig (LC).

### I kulturen
Mindre korsnäbb är det svenska landskapet Medelpads landskapsfågel.